# Pfälzische Nordbahn
| |                                                   |                                       |                                       |
| Streckennummer (DB): | 3436, 3430                                        |                                       |                                       |
| Kursbuchstrecke (DB): | 274 m (1949–1972) 666 (1972–1994) 667 (seit 1994) |                                       |                                       |
| Kursbuchstrecke: | 272d (1946)                                       |                                       |                                       |
| Streckenlänge: | 39,6 km                                           |                                       |                                       |
| Spurweite: | 1435 mm (Normalspur)                              |                                       |                                       |
| |                                                   |                                       |                                       |
| \| \| \| von Saarbrücken \| \| \| \| −1,868 \| Neustadt (Weinstr) Hbf \| 142 m \| \| \| \| Bundesstraße 39 \| \| \| \| \| nach Wissembourg \| \| \| \| −0,356 \| Neustadt (Weinstr)-Böbig (Bft) \| 136 m \| \| \| \| Speyerbach \| \| \| \| \| Rehbach \| \| \| \| 0,000 \| Neustadt (Weinstr) Ülp Ost (Bft) \| Neustadt (Weinstr) Ülp Ost (Bft) \| \| \| \| nach Mannheim \| \| \| \| \| B 38 \| \| \| \| \| Deutsche Weinstraße \| \| \| \| \| Mußbach \| \| \| \| 1,883 \| Mußbach \| 149 m \| \| \| 3,776 \| Königsbach \| Königsbach \| \| \| \| Deutsche Weinstraße \| \| \| \| 6,390 \| Deidesheim \| 117 m \| \| \| \| Stechgraben \| \| \| \| \| Wachenheimer Bach \| \| \| \| 10,245 \| Wachenheim (Pfalz) \| 138 m \| \| \| \| Wachenheimer Bach \| \| \| \| \| Schwabenbach \| \| \| \| 13,511 \| Bad Dürkheim \| 130 m \| \| \| \| Rhein-Haardtbahn \| \| \| \| 15,363 \| Bad Dürkheim-Trift \| Bad Dürkheim-Trift \| \| \| \| Bundesstraße 37 und Bundesstraße 271 \| \| \| \| \| Isenach \| \| \| \| 18,251 \| Erpolzheim \| Erpolzheim \| \| \| \| von Frankenthal \| \| \| \| 19,701 \| Freinsheim \| Freinsheim \| \| \| \| Fuchsbach \| \| \| \| 21,260 \| Herxheim am Berg \| Herxheim am Berg \| \| \| 24,925 \| Kirchheim (Weinstr) \| Kirchheim (Weinstr) \| \| \| \| B 271/Deutsche Weinstraße \| \| \| \| \| Eckbach \| \| \| \| \| Bundesautobahn 6 \| \| \| \| \| Sausenheimer Graben \| \| \| \| 27,1907727,20000 \| Fehllänge 9,23 m \| Fehllänge 9,23 m \| \| \| \| von Altleiningen (teilweise abgebaut) \| \| \| \| 28,454 \| Grünstadt \| Grünstadt \| \| \| \| nach Ramsen \| \| \| \| \| Bundesstraße 271 \| \| \| \| \| nach Worms \| \| \| \| 30,590 \| Albsheim (Eis) \| Albsheim (Eis) \| \| \| \| Eisbach \| \| \| \| 33,700 \| Bockenheim-Kindenheim \| Bockenheim-Kindenheim \| \| \| 35,578 \| ehem. Landesgrenze Bayern-Hessen \| ehem. Landesgrenze Bayern-Hessen \| \| \| 36,200 \| Hohensülzen \| Hohensülzen \| \| \| \| Kinderbach \| \| \| \| \| Bundesstraße 47 \| \| \| \| \| von Worms \| \| \| \| 38,000 \| Monsheim \| Monsheim \| \| \| \| nach Langmeil \| \| \| \| \| nach Bingen Stadt \| \| |                                                   |                                       |                                       |
| Strecke |                                                   | von Saarbrücken                       | von Saarbrücken                       |
| Bahnhof | −1,868                                            | Neustadt (Weinstr) Hbf                | 142 m                                 |
| Brücke |                                                   | Bundesstraße 39                       | Bundesstraße 39                       |
| Abzweig geradeaus, nach rechts und ehemals von rechts |                                                   | nach Wissembourg                      | nach Wissembourg                      |
| Haltepunkt / Haltestelle | −0,356                                            | Neustadt (Weinstr)-Böbig (Bft)        | 136 m                                 |
| Brücke über Wasserlauf |                                                   | Speyerbach                            | Speyerbach                            |
| Brücke über Wasserlauf |                                                   | Rehbach                               | Rehbach                               |
| Blockstelle | 0,000                                             | Neustadt (Weinstr) Ülp Ost (Bft)      | Neustadt (Weinstr) Ülp Ost (Bft)      |
| Abzweig geradeaus und nach rechts |                                                   | nach Mannheim                         | nach Mannheim                         |
| Brücke |                                                   | B 38                                  | B 38                                  |
| Bahnübergang |                                                   | Deutsche Weinstraße                   | Deutsche Weinstraße                   |
| Brücke über Wasserlauf |                                                   | Mußbach                               | Mußbach                               |
| Bahnhof | 1,883                                             | Mußbach                               | 149 m                                 |
| ehemaliger Bahnhof | 3,776                                             | Königsbach                            | Königsbach                            |
| Bahnübergang |                                                   | Deutsche Weinstraße                   | Deutsche Weinstraße                   |
| Bahnhof | 6,390                                             | Deidesheim                            | 117 m                                 |
| Brücke über Wasserlauf |                                                   | Stechgraben                           | Stechgraben                           |
| Brücke über Wasserlauf |                                                   | Wachenheimer Bach                     | Wachenheimer Bach                     |
| Haltepunkt / Haltestelle | 10,245                                            | Wachenheim (Pfalz)                    | 138 m                                 |
| Brücke über Wasserlauf |                                                   | Wachenheimer Bach                     | Wachenheimer Bach                     |
| Brücke über Wasserlauf |                                                   | Schwabenbach                          | Schwabenbach                          |
| Spitzkehrbahnhof links | 13,511                                            | Bad Dürkheim                          | 130 m                                 |
| Kreuzung geradeaus oben |                                                   | Rhein-Haardtbahn                      | Rhein-Haardtbahn                      |
| Haltepunkt / Haltestelle | 15,363                                            | Bad Dürkheim-Trift                    | Bad Dürkheim-Trift                    |
| Brücke |                                                   | Bundesstraße 37 und Bundesstraße 271  | Bundesstraße 37 und Bundesstraße 271  |
| Brücke über Wasserlauf |                                                   | Isenach                               | Isenach                               |
| Haltepunkt / Haltestelle | 18,251                                            | Erpolzheim                            | Erpolzheim                            |
| Abzweig geradeaus und von rechts |                                                   | von Frankenthal                       | von Frankenthal                       |
| Bahnhof | 19,701                                            | Freinsheim                            | Freinsheim                            |
| Brücke über Wasserlauf |                                                   | Fuchsbach                             | Fuchsbach                             |
| Haltepunkt / Haltestelle | 21,260                                            | Herxheim am Berg                      | Herxheim am Berg                      |
| Bahnhof | 24,925                                            | Kirchheim (Weinstr)                   | Kirchheim (Weinstr)                   |
| Bahnübergang |                                                   | B 271/Deutsche Weinstraße             | B 271/Deutsche Weinstraße             |
| Brücke über Wasserlauf |                                                   | Eckbach                               | Eckbach                               |
| Strecke mit Straßenbrücke |                                                   | Bundesautobahn 6                      | Bundesautobahn 6                      |
| Brücke über Wasserlauf |                                                   | Sausenheimer Graben                   | Sausenheimer Graben                   |
| Kilometer-Wechsel | 27,1907727,20000                                  | Fehllänge 9,23 m                      | Fehllänge 9,23 m                      |
| Abzweig geradeaus und ehemals von links |                                                   | von Altleiningen (teilweise abgebaut) | von Altleiningen (teilweise abgebaut) |
| Bahnhof | 28,454                                            | Grünstadt                             | Grünstadt                             |
| Abzweig geradeaus und nach links |                                                   | nach Ramsen                           | nach Ramsen                           |
| Strecke mit Straßenbrücke |                                                   | Bundesstraße 271                      | Bundesstraße 271                      |
| Abzweig geradeaus und nach rechts |                                                   | nach Worms                            | nach Worms                            |
| Haltepunkt / Haltestelle | 30,590                                            | Albsheim (Eis)                        | Albsheim (Eis)                        |
| Brücke über Wasserlauf |                                                   | Eisbach                               | Eisbach                               |
| Haltepunkt / Haltestelle | 33,700                                            | Bockenheim-Kindenheim                 | Bockenheim-Kindenheim                 |
| ehemalige Grenze | 35,578                                            | ehem. Landesgrenze Bayern-Hessen      | ehem. Landesgrenze Bayern-Hessen      |
| Haltepunkt / Haltestelle | 36,200                                            | Hohensülzen                           | Hohensülzen                           |
| Brücke über Wasserlauf |                                                   | Kinderbach                            | Kinderbach                            |
| Brücke |                                                   | Bundesstraße 47                       | Bundesstraße 47                       |
| Abzweig geradeaus und von rechts |                                                   | von Worms                             | von Worms                             |
| Bahnhof | 38,000                                            | Monsheim                              | Monsheim                              |
| Abzweig geradeaus und nach links |                                                   | nach Langmeil                         | nach Langmeil                         |
| Strecke |                                                   | nach Bingen Stadt                     | nach Bingen Stadt                     |

Die Pfälzische Nordbahn, oft Dürkheimer Bahn genannt, ist eine nicht elektrifizierte eingleisige Hauptbahn, die von Neustadt an der Weinstraße nach Monsheim führt. Sie wurde von 1865 bis 1873 in drei Etappen eröffnet. Mit dem Bahnhof Bad Dürkheim verfügt die Strecke über einen der seltenen Kopfbahnhöfe in der Pfalz, nachdem 1969 der Ludwigshafener Hauptbahnhof verlegt wurde. Der Personenverkehr wurde zwischen Grünstadt und Monsheim 1984 eingestellt, 1995 jedoch wiederaufgenommen.
Der Name Pfälzische Nordbahn kommt von der Gesellschaft der Pfälzischen Nordbahnen, die von 1870 bis 1909 Betreiber war. Es war jedoch nicht ihre Stammstrecke, dies war die Alsenztalbahn Hochspeyer – Bad Münster. Ihre Bedeutung liegt vor allem darin, dass sie die Kleinstädte Deidesheim, Wachenheim an der Weinstraße, Bad Dürkheim, Freinsheim und Grünstadt auf der Schiene verbindet.

## Geschichte

### Planung, Bau und Eröffnung des Abschnitts Neustadt–Bad Dürkheim (1860–1870)
Bereits bei Planung der Pfälzischen Ludwigsbahn hatte sich die Stadt Dürkheim für eine Streckenführung auf ihrem Gebiet eingesetzt. Dies scheiterte jedoch am starken Gefälle der Frankensteiner Steige, das bewältigt hätte werden müssen. Am 26. November 1856 schloss eine Dürkheimer Genossenschaft mit dem bayerischen Bauschaffner Ludwig Fries einen Vertrag über eine Eisenbahn von Neustadt über Dürkheim bis Frankenthal, obwohl die Regierung der Pfalz eine solche ablehnte. Die bayerische Regierung genehmigte dieses Projekt schließlich. Ein Jahr später erschien in Ludwigshafen eine entsprechende Denkschrift.
1860 strebte ein Lokalkomitee ebenfalls eine solche Strecke an. Vor allem die in Dürkheim ansässigen Fabriken sollten von einer Bahnlinie profitieren. Obwohl die Strecke einen Parallelverkehr zur Ludwigsbahn Ludwigshafen – Bexbach und zur Bahnstrecke Mainz – Ludwigshafen bedeutet hätte, waren die Initiatoren optimistisch, dass sie aufgrund ihrer größeren landschaftlichen Reize bevorzugt wird.
Eine entsprechende Petition stieß jedoch auf keinerlei Resonanz, da Schwierigkeiten mit der Pfälzischen Ludwigsbahn-Gesellschaft befürchtet wurden. Aus diesem Grund wurde am 25. Januar 1862 die Einigung erzielt, dass lediglich eine Lokalbahn zwischen Neustadt und Bad Dürkheim gebaut werden sollte. Nachdem am 22. August des Jahres die Konzession erteilt worden war, wurde zwei Monate später die Neustadt-Dürkheimer Eisenbahn-Gesellschaft gegründet, die als Betreiberin der Strecke vorgesehen war. Der Bau verzögerte sich jedoch, da über die Lage des Bahnhofs von Wachenheim keine Einigkeit herrschte. Zudem war unklar, ob die Gemeinde Ruppertsberg westlich oder östlich umfahren werden sollte. Darüber hinaus erwies sich das hügelige Gelände für den Bau der Strecke als hinderlich. Hinzu kam, dass sich mehrere Winzer aus Königsbach gegen eine Abtretung ihres Geländes zur Wehr setzten.
Der insgesamt 13,9 Kilometer lange Abschnitt Neustadt – Dürkheim wurde am 6. Mai 1865 eröffnet. Zum 1. Januar 1870 ging die Strecke, welche in ihren ersten Betriebsjahren mit finanziellen Problemen zu kämpfen hatte, in das Eigentum der 1866 gegründeten Gesellschaft der Pfälzischen Nordbahnen über, die zur Namensgeberin der Strecke wurde; die Neustadt-Dürkheimer Eisenbahn-Gesellschaft löste sich gleichzeitig auf. Die Nordbahngesellschaft wurde zeitgleich zusammen mit der Pfälzischen Ludwigsbahn-Gesellschaft und der Pfälzischen Maximiliansbahn-Gesellschaft unter Wahrung ihrer Eigenständigkeit Teil der Betriebsgemeinschaft Pfälzische Eisenbahnen.

### Weitere Entwicklung (1873–1908)
Bereits 1863 verhandelten Bayern und Hessen über die Verlängerung der Strecke bis Monsheim. Der Bau des 24,5 Kilometer langen Abschnitts erwies sich aufgrund des hügeligen Terrains als sehr aufwändig. So mussten sechs Täler überwunden, 80 Kunstbauten errichtet und insgesamt 672.200 Kubikmeter Erdreich abgetragen werden. Durch einen Maschinenschaden bei dem für den Bau verantwortlichen Unternehmen verzögerte sich im Jahr 1872 die Errichtung der Strecke. Im Folgejahr verursachte moorhaltiger Boden nach dem Befahren durch Bauzüge einen Dammrutsch. Die Gemeinden Großbockenheim und Kleinbockenheim entsandten 1868 und 1869 zweimal ihren Pfarrer Joseph Max von Vallade als Deputierten nach München, um durch seinen Einfluss den zügigen Bau der Bahnstrecke sicherzustellen.
Am 20. März 1873 wurde vom rheinhessischen Monsheim aus der Streckenabschnitt nach Grünstadt eröffnet. Am 20. Juli des Jahres folgte der Lückenschluss zwischen Bad Dürkheim und Grünstadt. Dabei wurde darauf verzichtet, den Bahnhof von Bad Dürkheim, der acht Jahre lang Endpunkt der Strecke gewesen war, zu verlegen; stattdessen fungierte er ab 1873 als Kopfbahnhof. Von Neustadt bis zur Landesgrenze zwischen den Bahnhöfen Bockenheim-Kindenheim und Hohen-Sülzen war die Nordbahngesellschaft zuständig, die Reststrecke fiel in den Verantwortungsbereich der Hessischen Ludwigsbahn. Während der ersten Hälfte der 1870er Jahre wurde zwischen Mussbach-Gimmeldingen und Deidesheim-Forst der Bahnhof Königsbach (Pfalz) in Betrieb genommen.

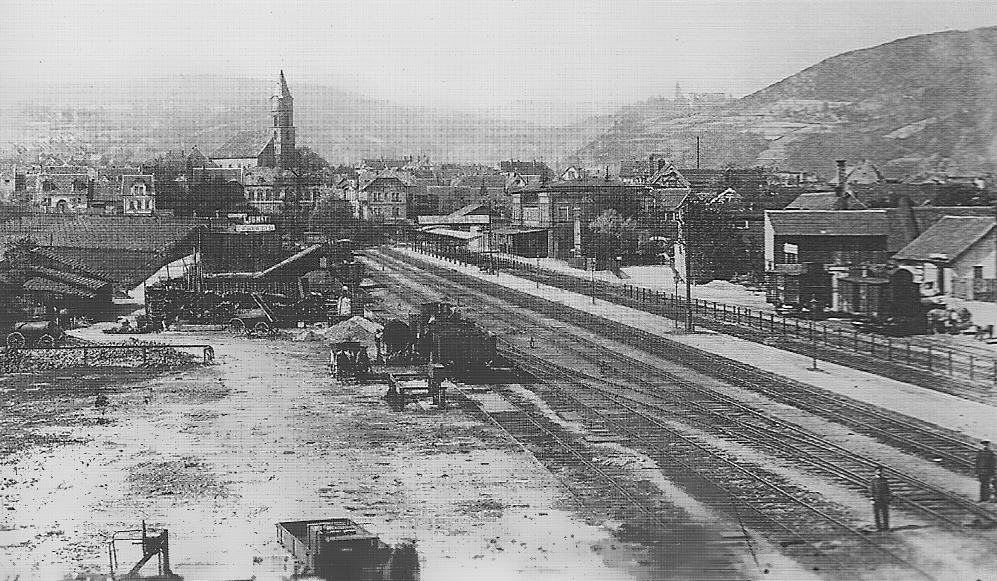
Bahnhof Dürkheim im Jahr 1900

1897 wurde der kurze, in Hessen liegende, Streckenabschnitt Hohensülzen–Monsheim verstaatlicht und war fortan Teil der Preußisch-Hessischen Eisenbahngemeinschaft. Zwar war die Strecke teilweise zweigleisig trassiert, dennoch blieb sie eingleisig. Obwohl sie einen Teil der kürzesten Verbindung zwischen der Haardt und dem Mittelrhein bildete, erfüllte sie nicht die Erwartungen, sich zum Glied einer Fernverkehrsmagistrale von Rheinhessen bis nach Basel zu entwickeln. Am 1. Januar 1909 ging der bayerische Abschnitt Neustadt – Bockenheim - Kindenheim wie alle Strecken innerhalb der Pfalz in das Eigentum der Königlich Bayerischen Staats-Eisenbahnen über und wurde von der Betriebs- und Bauinspektion Neustadt a. Hardt verwaltet.

### Weltkriege und Zwischenkriegszeit
Ende 1912 sprachen sich der Verkehrsverein Neustadt und der Fremdenverkehrsverein in Bad Dürkheim für einen zweigleisigen Ausbau des Abschnitts Neustadt – Grünstadt aus, um die Leistungsfähigkeit der Strecke zu verbessern und für den Fernverkehr einzurichten. Der Ausbruch des Ersten Weltkriegs machte diese Pläne zwei Jahre später jedoch zunichte.
Im rheinhessischen, zur Eisenbahndirektion Mainz gehörenden Abschnitt der Strecke wurden zwischen Monsheim und Hohensülzen am 10. Februar 1914 „mit Eintritt der Dunkelheit“ neue „Doppellichtvorsignale“ in Betrieb genommen, die dem heute noch gebräuchlichen Modell des Formsignals entsprachen.
Nach dem Ersten Weltkrieg wurde die Strecke Eigentum der Deutschen Reichsbahn. 1922 erfolgte die Eingliederung des pfälzischen Streckenabschnitts in die neu gegründete Reichsbahndirektion Ludwigshafen mit dem zuständigen Betriebsamt (RBA) Neustadt. Der hessische Teil kam zur Reichsbahndirektion Mainz und zum Eisenbahn-Betriebsamt Worms. Nachdem die Ludwigshafener Direktion 1937 aufgelöst worden war, war die Mainzer Direktion fortan für die gesamte Strecke zuständig.
Aus militärischen Gründen wurde 1944 mitten im Zweiten Weltkrieg eine Verbindungskurve von der in Grünstadt abzweigenden Eistalbahn in Richtung Albsheim gebaut, die jedoch nie planmäßig befahren wurde. Nach Kriegsende wurde sie wieder abgebaut.

### Nachkriegszeit und Deutsche Bundesbahn
Nach dem Zweiten Weltkrieg unterstand die Strecke der Betriebsvereinigung der Südwestdeutschen Eisenbahnen (SWDE) und deren Eisenbahndirektion Mainz. Sie ging dann an die neu gegründete Deutsche Bundesbahn (DB) über. Die Direktion hieß nun „Bundesbahndirektion Mainz“. Bereits in den 1950er Jahren gab es aufgrund von Geldknappheit Überlegungen, einen Teil des Verkehrs, der über die Nordbahn verlief, auf die Straße zu verlagern. Am 12. März 1964 war der 1,6 Kilometer lange Abschnitt vom Neustadter Hauptbahnhof bis zum Abzweig, den sich die Nordbahn mit der Bahnstrecke Mannheim–Saarbrücken teilt, vollständig elektrifiziert. Mehrere Bahnhöfe, unter anderem Kirchheim/Weinstraße und Wachenheim, wurden als Haltepunkte zurückgebaut. Der wenig benutzte Bahnhof Königsbach wurde aufgelassen. 1966 wurde die Telegrafen-Freileitung zwischen Grünstadt und Monsheim durch ein Fernmeldekabel ersetzt und in der Folge weiter nach Norden verlängert.
In Zusammenhang mit der schrittweisen Auflösung der Mainzer Direktion 1971 wechselte der Abschnitt zwischen Neustadt und kurz vor Hohensülzen – die neue Direktionsgrenze lag bei Streckenkilometer 35,58 – mit Wirkung zum 1. Juni in den Zuständigkeitsbereich der Bundesbahndirektion Karlsruhe, während die Reststrecke ab dem 30. April 1972 an die Bundesbahndirektion Frankfurt/Main überging. Auf der Gemarkung von Neustadt wurde 1974 im östlichen Bereich des Neustadter Hauptbahnhofs der Haltepunkt Neustadt-Böbig neu eingerichtet, an dem zunächst ausschließlich Züge der Nordbahn hielten. Diese Maßnahme zielte darauf ab, den damals vorzugsweise per Bus abgewickelten Schülerverkehr auf die Schiene zu verlagern.
Auf dem Abschnitt Grünstadt – Monsheim wurde der Personenverkehr am 3. Juni 1984 eingestellt; fortan verkehrten dort ausschließlich Bedarfsgüterzüge. 1989 kam es zur Gründung des Verkehrsverbundes Rhein-Neckar (VRN), in den die Strecke integriert wurde. Ende der 1980er Jahre zog die DB in Erwägung, den Streckenabschnitt Bad Dürkheim–Freinsheim stillzulegen, was jedoch durch die Inbetriebnahme des Haltepunkts Bad Dürkheim-Trift im Jahr 1989 nicht verwirklicht wurde. 1990 folgte die Integration der Strecke in das Gebiet des Verkehrsverbundes Rhein-Neckar (VRN) 1991 wurde die zulässige Höchstgeschwindigkeit im Streckenabschnitt Neustadt – Bad Dürkheim von 80 auf 100 Kilometer in der Stunde erhöht. Im selben Jahr wurde dort ein parallel verlaufender Bahnwanderweg eröffnet.

### Deutsche Bahn
Mit der Bahnreform ging die Strecke zum 1. Januar 1994 in das Eigentum der Deutschen Bahn über. Am 28. Mai 1995 folgte im Zuge des im Vorjahr eingeführten Rheinland-Pfalz-Taktes die Reaktivierung zwischen Grünstadt und Monsheim, nachdem Probefahrten gut in Anspruch genommen worden waren. Bis 2005 wurden die meisten Bahnhalte innerhalb des Landkreises Bad Dürkheim modernisiert. Infolge der Schäden des Hochwassers im Juli 2021 war der Streckenabschnitt Bad Dürkheim–Freinsheim vom 15. Juli 2021 bis zum 22. Mai 2022 gesperrt. Ab 17. März 2025 wurde der Abschnitt Bad Dürkheim–Deidesheim vorzeitig gesperrt, weil Dachsbaue den Bahndamm destabilisiert hatten. Eine Sperrung ab 11. Juli 2025 für Sanierungsarbeiten war schon zuvor geplant. Die Sperrung soll bis Dezember 2025 dauern. Die Deutsche Bahn kündigte an, am 21. Juli 2025 mit der Sanierung der Dachsschäden zu beginnen.

## Streckenverlauf
Die Nordbahn fährt auf ihrer gesamten Länge überwiegend an Weinbergen vorbei und erschließt bis Bockenheim den äußersten Ostrand des Pfälzerwaldes. Beginnend am Hauptbahnhof von Neustadt überquert sie im Bahnhofsbereich die Bundesstraße 39, verläuft bis zum Haltepunkt Neustadt-Böbig parallel zur Bahnstrecke Mannheim – Saarbrücken und biegt anschließend nach links in Richtung Norden ab. Kurze Zeit später überbrückt sie die Bundesstraße 38 und kreuzt die Deutsche Weinstraße, die parallel zur Strecke verläuft. Kurz vor dem Neustadter Stadtteil Mußbach überquert sie den gleichnamigen Bach. Danach passiert sie die Kleinstädte Deidesheim und Wachenheim. In diesem Bereich überquert sie den Stechgraben, den Wachenheimer Bach und den Schwabenbach. Anschließend erreicht sie den Kopfbahnhof der Stadt Bad Dürkheim.

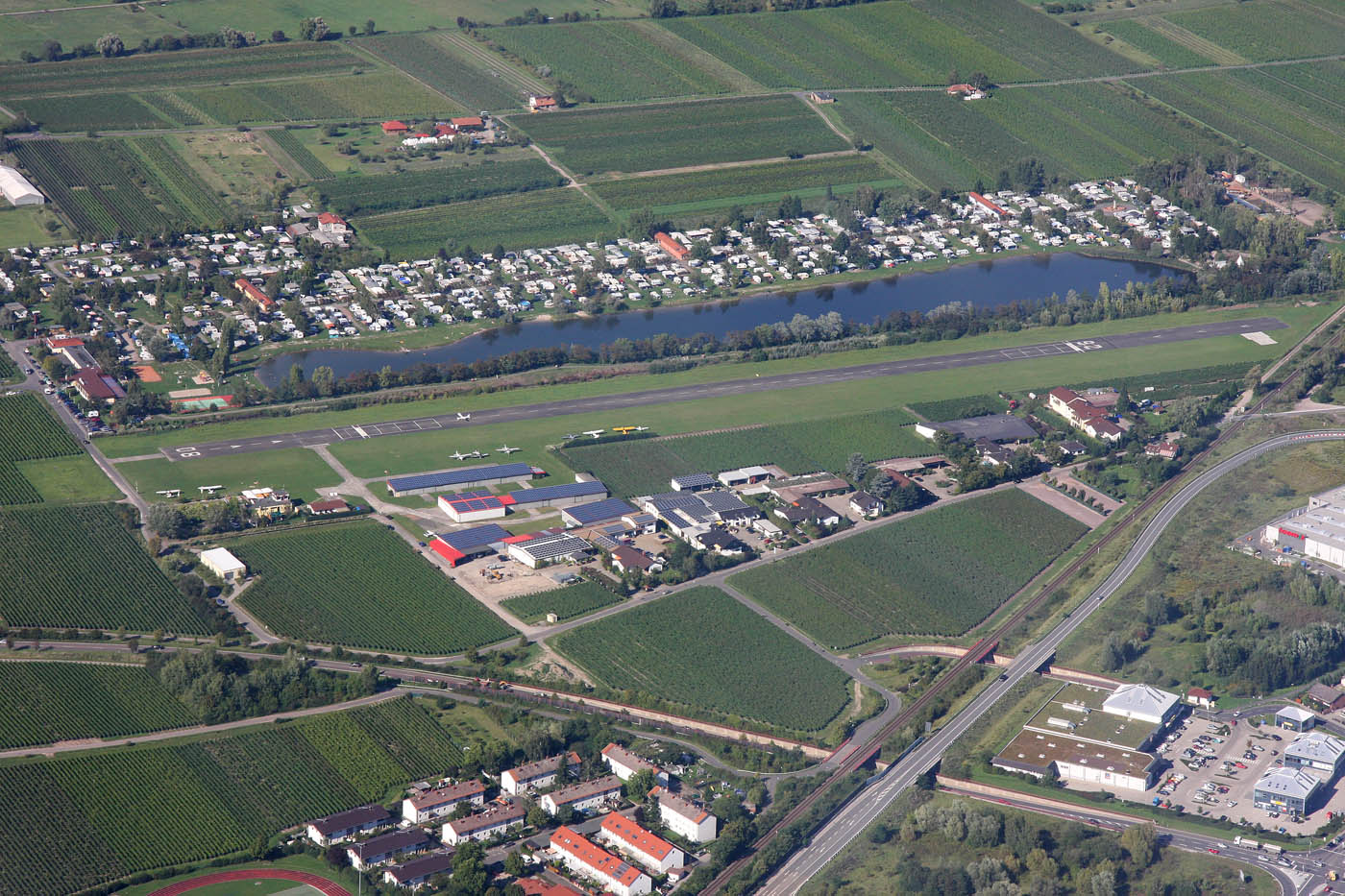
Nordbahn (rechts im Bild) nördlich von Bad Dürkheim, oben der Flugplatz Bad Dürkheim und der Almensee

Sie überquert die Bahnstrecke Bad Dürkheim–Ludwigshafen-Oggersheim und passiert kurze Zeit später den Haltepunkt Bad Dürkheim-Trift, den Almensee und den Flugplatz Bad Dürkheim. In Freinsheim trifft sie auf die Strecke aus Frankenthal. Es folgen mehrere langgezogene S-Kurven, in der sie die Ortsgemeinden Herxheim am Berg, Dackenheim und Kirchheim an der Weinstraße passiert. Einige Kilometer nördlich mündet kurz vor Erreichen des Eisenbahnknotens Grünstadt die seit 2005 komplett stillgelegte Bahnstrecke Grünstadt – Altleiningen ein. Hinter dem Bahnhof Grünstadt zweigt die Eistalbahn nach Ramsen und zum Eiswoog und kurz vor Albsheim die größtenteils stillgelegte Bahnstrecke Worms – Grünstadt nach Neuoffstein ab. Mit Bockenheim wird der nördliche Endpunkt der Deutschen Weinstraße und der letzte Ort innerhalb der Pfalz erreicht. Etwa viereinhalb Kilometer nördlich befindet sich – bereits in Rheinhessen – der Endpunkt Monsheim an der Bahnstrecke Worms – Bingen Stadt.
Bis zum aufgelassenen Bahnhof Königsbach verläuft die Strecke innerhalb der kreisfreien Stadt Neustadt an der Weinstraße, von Deidesheim bis zum Bahnhof Bockenheim-Kindenheim durchquert sie den Landkreis Bad Dürkheim, der Rest liegt im Landkreis Alzey-Worms.
Ausgangspunkt der Kilometrierung ist der Haltepunkt Neustadt (Weinstraße)-Böbig; der Streckenabschnitt westlich davon benutzt ausschließlich die Bahnstrecke Mannheim – Saarbrücken.

## Betrieb

### Personenverkehr

#### Erste Jahrzehnte
Der Fahrplan von 1871 weist pro Richtung einen reinen Personen- und fünf gemischte Züge auf. Eine Fahrt zwischen Neustadt und Dürkheim nahm damals eine Dreiviertelstunde in Anspruch. Nach der durchgehenden Eröffnung der Bahnstrecke im Jahr 1873 fuhren die Personenzüge für die Dauer mehrerer Jahrzehnte oft über Monsheim hinaus bis Marnheim an der Bahnstrecke Langmeil – Monsheim. 1874 existierten vier Zugpaare zwischen Neustadt und Monsheim. Hinzu kam ein Zug, der vom 15. Mai bis 15. Oktober von Neustadt nach Grünstadt fuhr und in der übrigen Zeit bereits in Dürkheim endete. Ende der 1890er Jahre fuhren vier Züge auf der Relation Neustadt – Monsheim und drei ausschließlich zwischen Neustadt und Dürkheim.
Während des Ersten Weltkriegs und der unmittelbaren Nachkriegszeit reduzierte sich das Zugangebot deutlich; fuhren 1914 von Neustadt aus werktags zwölf Züge in Richtung Bad Dürkheim, so waren es 1919 ausschließlich fünf. 1924 verkehrten Züge der Relationen Neustadt – Monsheim – Kaiserslautern und Neustadt – Monsheim – Marnheim – Kirchheimbolanden. Der Fahrplan von 1944 enthielt Züge der Relationen Neustadt – Bad Dürkheim, Neustadt – Grünstadt, Freinsheim – Grünstadt und Neustadt – Monsheim. Zusätzlich verkehrten zwischen Grünstadt und Freinsheim Züge nach Frankenthal. Eine Fahrt zwischen Neustadt und Monsheim dauerte damals rund anderthalb Stunden.

#### Nach dem Zweiten Weltkrieg
1948 fuhren sowohl an Werktagen als auch am Wochenende sechs Züge. In den 1960er Jahren fuhren auf dem Abschnitt Freinsheim – Grünstadt an Sonn- und Feiertagen von Ludwigshafen Ausflugszüge nach Ramsen an der Eistalbahn und nach Altleiningen; hinzu kam ein Eilzugtriebwagen aus Mainz, der über die Strecke bis nach Neustadt verkehrte. Bis in die 1970er Jahre existierte entlang des Streckenabschnitts Freinsheim – Monsheim eine hauptsächlich Arbeitern dienende Zugverbindung der Relation Ludwigshafen – Frankenthal – Marnheim. 1975 endete der Personenverkehr an Sonn- und Feiertagen. Bedingt durch die Verlagerung der Verkehrsströme in Richtung Ludwigshafen und Frankenthal im nördlichen Abschnitt bildete die Strecke zu diesem Zeitpunkt keine betriebliche Einheit mehr; der Abschnitt Neustadt – Freinsheim die Kursbuchstrecke (KBS) 666; derjenige nördlich von Freinsheim zusammen mit der Strecke nach Frankenthal die KBS 667. Anfang der 1980er verkehrten Schülerzüge auf der Relation Neustadt – Bad Dürkheim. 1991 wurde die Personenbeförderung zwischen Neustadt und Bad Dürkheim an Sonn- und Feiertagen reaktiviert, ein Jahr später folgte die Strecke bis Grünstadt.

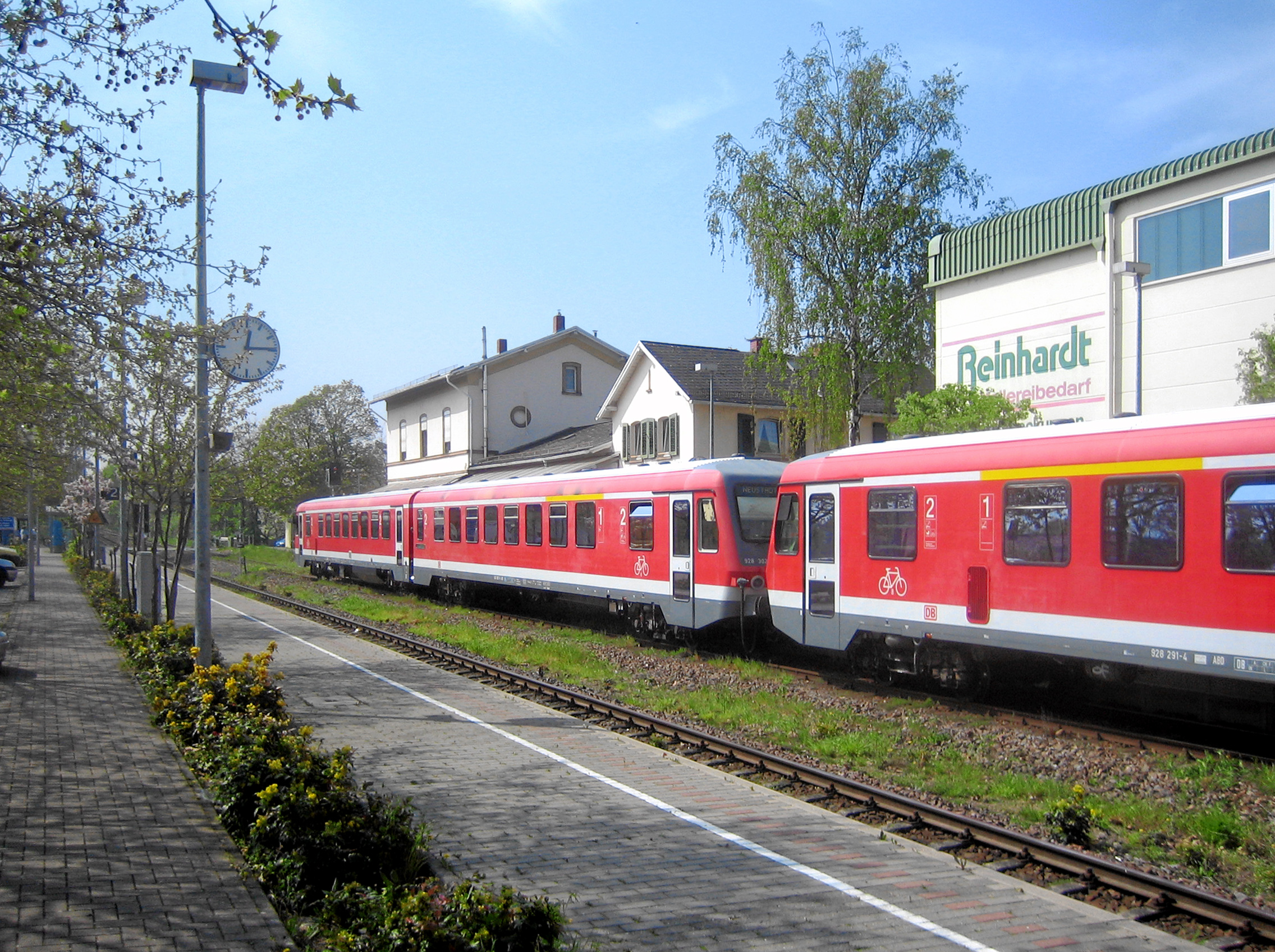
Deidesheimer Bahnhof mit zwei Triebwagen der Baureihe 628/928

Betrieblich ist die Nordbahn inzwischen in die Abschnitte Monsheim – Grünstadt, Grünstadt – Freinsheim und Freinsheim – Neustadt an der Weinstraße unterteilt, die größtenteils getrennt bedient werden. Zwischen Monsheim und Grünstadt fährt jede Stunde, zwischen Grünstadt und Neustadt alle 30 Minuten ein Zugpaar. Zur vollen Stunde kann von Grünstadt nach Neustadt durchgefahren, zur halben Stunde muss in Freinsheim umgestiegen werden. Durchgehende Züge von Neustadt nach Monsheim verkehren lediglich in den Tagesrandzeiten. Der Abschnitt Freinsheim–Grünstadt ist zusätzlich Teil der Kursbuchstrecke 666. Diese besteht neben diesem Abschnitt aus der Bahnstrecke Freinsheim – Frankenthal und der Eistalbahn Grünstadt – Ramsen(– Eiswoog). Diese Durchbindung über drei verschiedene historische Bahnstrecken kam hauptsächlich aus umlaufplanerischen Gründen zustande.
Sonn- und feiertags verkehrte der sogenannte Elsass-Express von Mainz nach Wissembourg. Unterwegshalte entlang der Nordbahn waren Monsheim, Bockenheim-Kindenheim, Grünstadt, Freinsheim, Bad Dürkheim, Deidesheim und Neustadt Hbf. Neben Bad Dürkheim musste er auch in Neustadt an der Weinstraße „Kopf machen“, um anschließend über die Bahnstrecke Neustadt – Wissembourg weiterzufahren. Die Streckenführung verläuft derzeit via Ludwigshafen Hbf.

### Güterverkehr

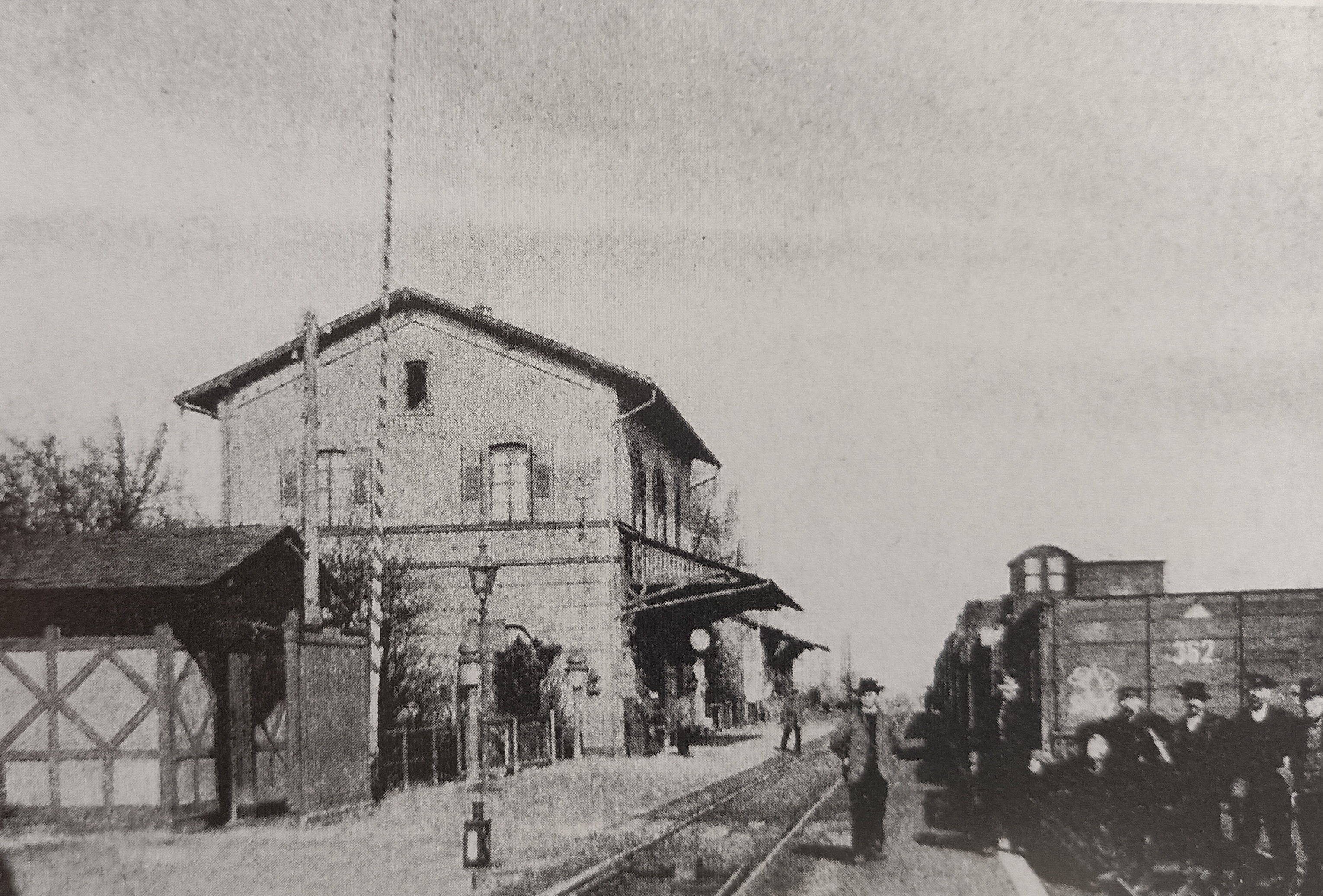
Güterzug am Bahnhof Deidesheim (um 1910)

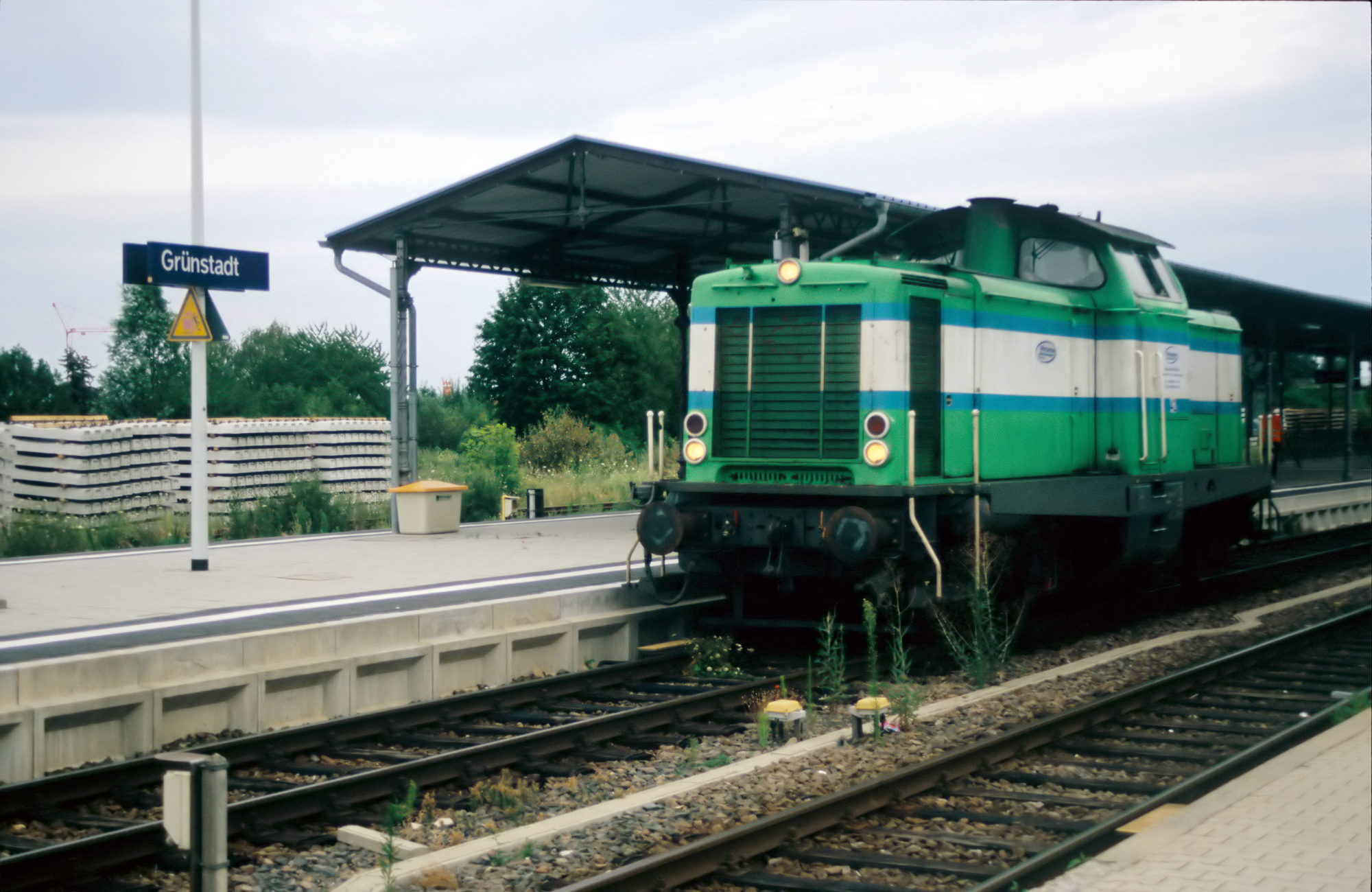
Lok 42 der Wincanton Rail im Grünstadter Bahnhof (Juli 2007)

In den ersten Betriebsjahren existierten keine reinen Güterzüge. Der Fahrplan von 1871 weist pro Richtung täglich fünf gemischte Züge auf. Auf der Bahnstrecke wurden hauptsächlich landwirtschaftliche Produkte transportiert. Für die Ernte von Zuckerrüben hatte sie eine große Bedeutung, vor allem der Bahnhof Grünstadt, zumal sich in unmittelbarer Nähe der Strecke an der benachbarten Bahnstrecke Worms – Grünstadt das Südzucker-Werk Offstein befindet. Längere Rübenzüge, die in Richtung Grünstadt verkehrten, mussten an der Steigung nördlich von Freinsheim oft von einer zusätzlichen Lokomotive nachgeschoben werden. Der Bahnhof Deidesheim verfügte über Dungverladeplätze. Am Pechsteinkopf wurde Basalt gewonnen, der mittels einer Drahtseilbahn zum Bahnhof von Deidesheim befördert wurde. In Bad Dürkheim hatte die Verladung von Weinfässern große Bedeutung. Die dortige Güterabfertigung wurde 1975 geschlossen.
Anfang des 20. Jahrhunderts waren Güterzüge der Relation Neustadt – Monsheim eingesetzt. Am 30. Mai 1976 wurden  Bahnhöfe außerhalb von Eisenbahnknotenpunkten als eigenständige Gütertarifpunkte geschlossen, wovon mit Ausnahme des Neustadter Hauptbahnhofs sowie Grünstadt und Monsheim alle Unterwegsbahnhöfe betroffen waren. Entsprechend verkehrten seither hauptsächlich Übergabezüge; die Bahnhöfe entlang des Streckenabschnitts Freinsheim – Bockenheim - Kindenheim fungierten als Grünstadter Satelliten, während die Stationen Mußbach, Deidesheim, Wachenheim (Pfalz) und Bad Dürkheim solche des Neustadter Hauptbahnhofs bildeten. Hohen-Sülzen war Monsheim zugeordnet. Zudem wurde die Nordbahn von Zügen mit Lademaßüberschreitung befahren. Seit Anfang der 1990er Jahre ging der Güterverkehr stark zurück, nachdem die DB den Zuckerrübentransport auf der Schiene aufgegeben hatte. Anfang Juli 2009 kam es jedoch wieder zur regelmäßigen Bedienung des Südzucker-Werks Offstein, was der Pfälzischen Nordbahn – zumindest im Abschnitt Monsheim–Grünstadt – einige Güterzüge bescherte.

## Fahrzeugeinsatz

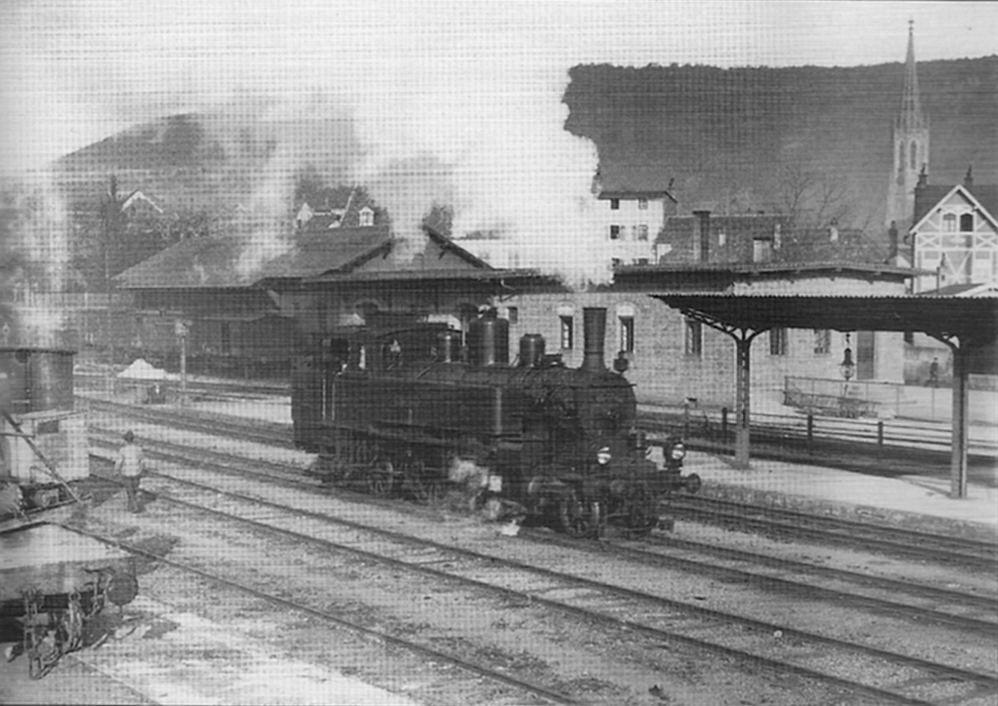
Dampflokomotive der Baureihe P 2.II im Bahnhof Bad Dürkheim im Jahr 1905

Für den Fahrzeugeinsatz war jahrzehntelang vor allem die nahe Werkstätte Neustadt zuständig. In den ersten Jahren nach der Streckeneröffnung befuhren vor allem die dort untergebrachten Crampton-Lokomotiven mit den Nummern 26 bis 63 die Strecke. Anfang des 20. Jahrhunderts waren Loks der Gattung P 2.II im Personenverkehr eingesetzt, während die G 2.I und die G 2.II für den Güterverkehr zuständig waren und zusätzlich für den Rangierdienst in Grünstadt verwendet wurden. Ab 1900 kamen zwischen Neustadt und Dürkheim außerdem Triebwagen der Typen MC und MBCC zum Einsatz. Im Bahnhof Grünstadt war eine Außenstelle des Neustadter Bahnbetriebswerk untergebracht. Diese hatte eigene Rangierlokomotiven der Baureihen 56.20 und 91.3.
Nach dem Zweiten Weltkrieg kamen auf der Strecke zunehmend Uerdinger Schienenbusse aus Landau und Triebwagen der DB-Baureihe ETA 150 aus Worms zum Einsatz. Nach der schrittweisen Schließung des Neustadter Betriebswerks kamen die Lokomotiven hauptsächlich aus Kaiserslautern und Ludwigshafen. Der Bahnhof Bad Dürkheim verfügte bis 1975 für die Rangierarbeiten über eine Kleinlokomotive der Leistungsgruppe 1. Im selben Jahr endete der Betrieb mit Dampflokomotiven; für den Güterverkehr wurde zuletzt die Baureihe 50 verwendet. In den 1980er Jahren wurden im Personenverkehr teilweise Loks der Baureihe 211 eingesetzt. 1987 übernahmen Dieseltriebwagen der Baureihe 628 den Personenverkehr. Der Güterverkehr wurde zur selben Zeit unter anderem mit Diesellokomotiven der Baureihe 218 durchgeführt. Zum Fahrplanwechsel im Dezember 2015 haben neue Fahrzeuge vom Typ Alstom Coradia LINT die Baureihe 628 ersetzt. Für den Elsass-Express kommen Dieseltriebwagen der Marke Lint von Vlexx zum Einsatz.

## Betriebsstellen

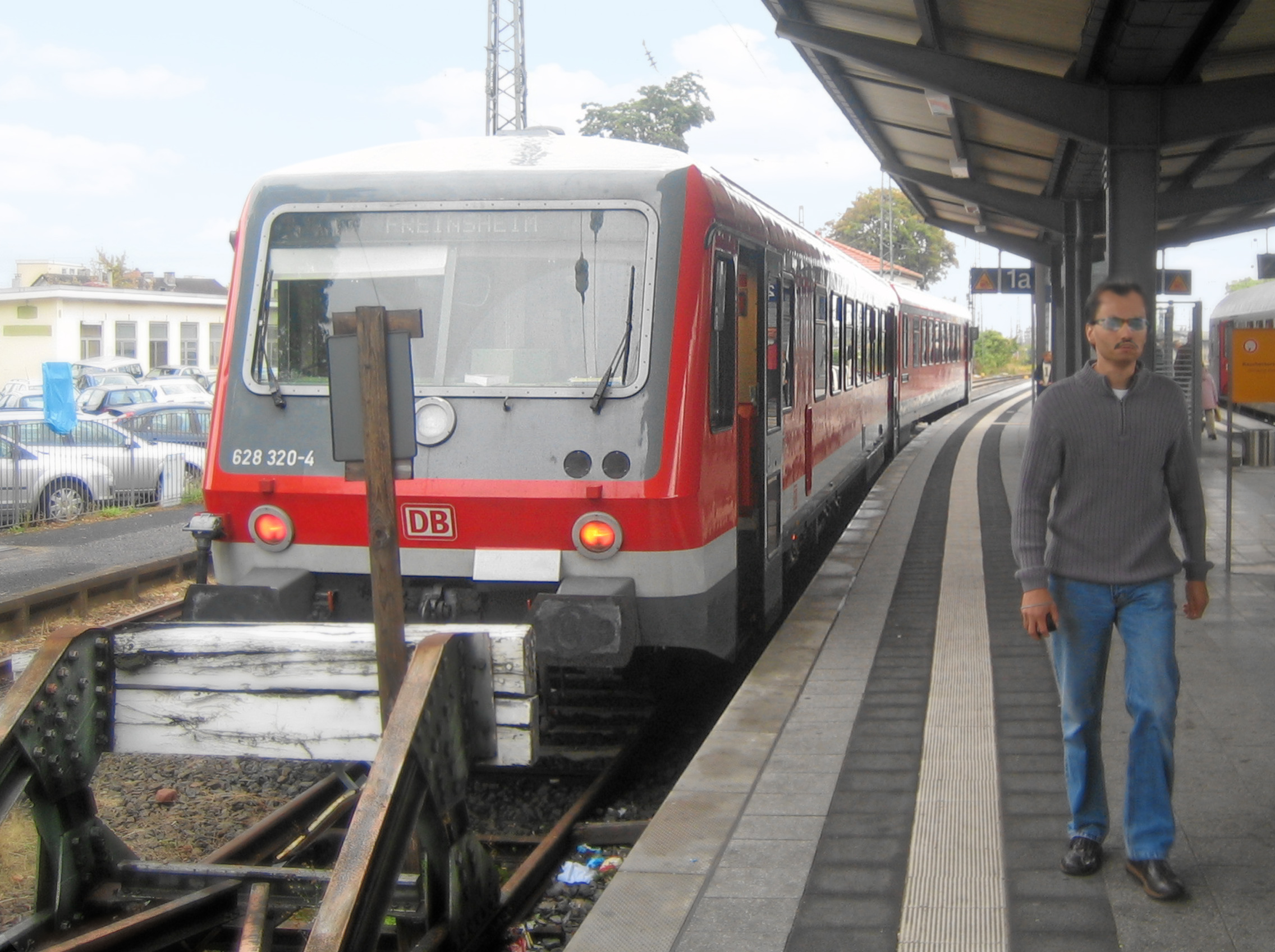
Zug der Pfälzischen Nordbahn in Neustadt nach Freinsheim auf Gleis 1a

### Neustadt (Weinstraße) Hauptbahnhof
Ab 1847 war der Bahnhof, der in den ersten Jahrzehnten seines Bestehens die Bezeichnung Neustadt an der Haardt trug, zunächst Endbahnhof der östlichen Ludwigsbahn-Teilstrecke, aus der später die heutige Bahnstrecke Mannheim – Saarbrücken hervorging. Mit Eröffnung der Maximiliansbahn wurde er nach Schifferstadt (1847) und Ludwigshafen (1853) der dritte Eisenbahnknotenpunkt innerhalb der Pfalz. Später kam noch die Pfälzische Nordbahn hinzu, die zunächst in Bad Dürkheim endete und seit 1873 bis nach Monsheim führt. Für sie mussten die Bahnanlagen erweitert werden, denen das ursprüngliche Empfangsgebäude zum Opfer fiel. Ab dem 12. März 1964 war der Bahnhof außerdem elektrifiziert. 2003 wurde der Bahnhof im Zuge der Eingliederung in das Netz der S-Bahn RheinNeckar modernisiert. Sein Empfangsgebäude steht unter Denkmalschutz. Die Züge der Nordbahn fahren meistens auf Gleis 1a ein.

### Neustadt (Weinstr) Böbig
Der Haltepunkt befindet sich im Nordosten der Kernstadt von Neustadt an der Weinstraße und dient hauptsächlich dem namensgebenden Schulzentrum Böbig. Er fungiert als Bahnhofsteil des Neustadter Hauptbahnhofs. An ihm verzweigen sich die Strecke nach Mannheim und die Nordbahn. Erste Pläne zu seiner Errichtung existierten bereits 1965. Seine Inbetriebnahme fand 1974 statt; treibende Kraft war der damalige Lehrer und spätere VRN-Funktionär Werner Schreiner, um einen Teil des Schülerverkehrs, der bislang mit dem Bus bewältigt wurde, auf die Schiene zu verlagern. In den ersten zwei Jahrzehnten seines Bestehens hielten dort ausschließlich die Züge der Nordbahn.

### Mußbach
Der Bahnhof hieß ursprünglich Mussbach-Gimmeldingen. Er befindet sich im Nordwesten von Mußbach, westlich von ihm erstreckt sich Gimmeldingen. Beide Orte sind seit 1969 ein Stadtteil von Neustadt an der Weinstraße. In ihm kreuzen sich bisweilen Züge.

### Königsbach (Pfalz)
Dieser Bahnhof befand sich rund zwei Kilometer entfernt vom Siedlungsgebiet von Königsbach an der Weinstraße. Eröffnet wurde er während der ersten Hälfte der 1870er Jahre. 1875 fuhren 3643 Personen von ihm ab und 3037 kamen an ihm an. Ab Ende der 1880er Jahre zweigte vom Bahnhof eine meterspurige, 1,3 Kilometer lange Güterstrecke zu einem nahe gelegenen Steinbruch am Rande des Pfälzerwalds ab. Diese diente jedoch ausschließlich der Beförderung von Steinen. Etwa 1913 wurde sie stillgelegt und abgebaut. Aufgrund seiner siedlungsfernen Lage und einer zunehmend sinkenden Nachfrage wurde er – inzwischen nur noch Haltestelle – zum 1. Januar 1964 aufgegeben. Das ehemalige Empfangsgebäude wird privat genutzt.

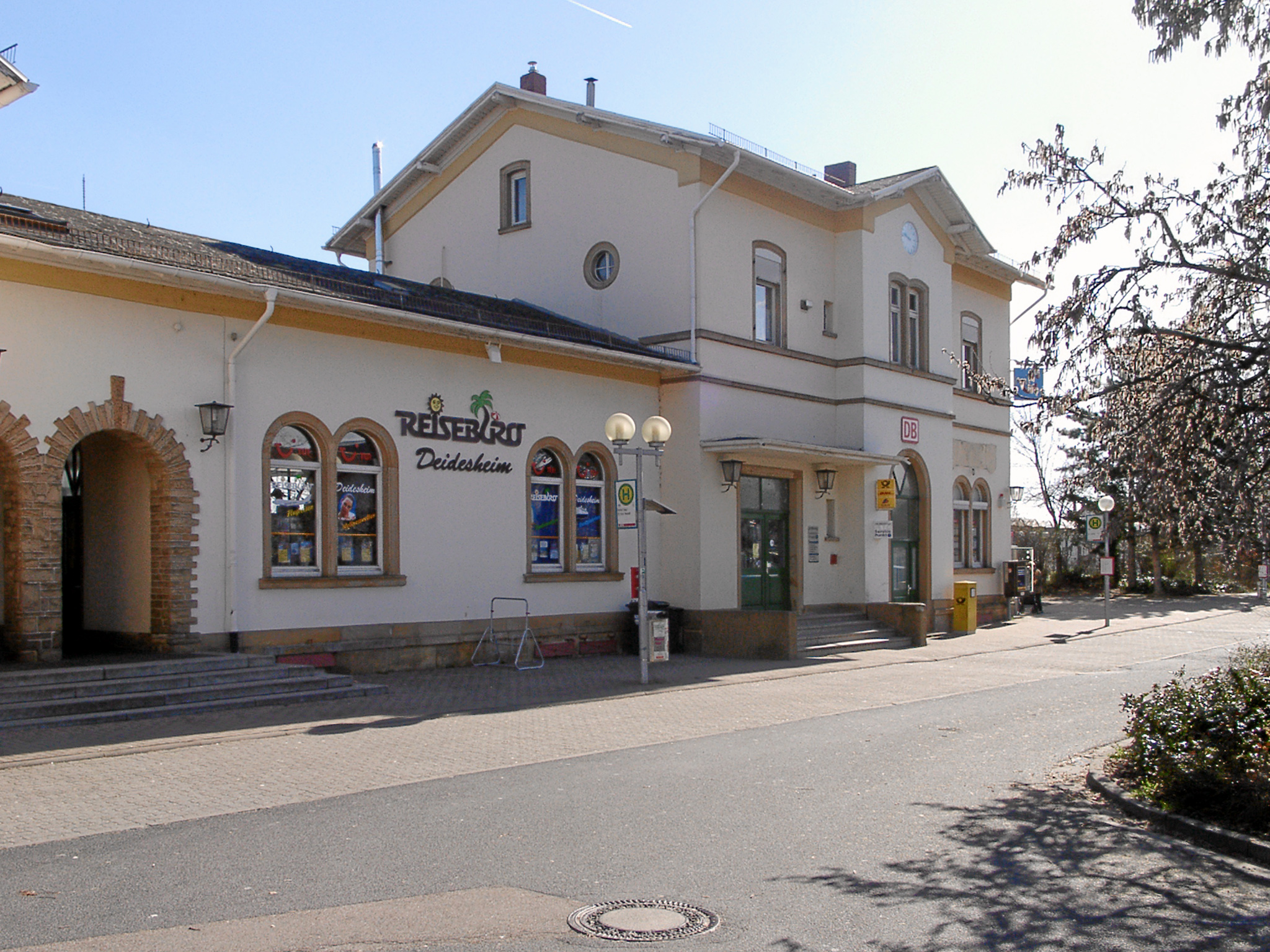
Deidesheimer Bahnhof

### Deidesheim
Der Bahnhof befindet sich nordöstlich der Kernstadt. In ihm sind Zugkreuzungen möglich. Das frühere Empfangsgebäude besitzt für den Bahnbetrieb keine Bedeutung mehr. Außerdem besaß er einst ein mechanisches Stellwerk nach Einheitsbauart, das am 25. Juli 2004 außer Betrieb genommen wurde.

### Wachenheim (Pfalz)
Der frühere Bahnhof befindet sich am südöstlichen Stadtrand und hieß ursprünglich „Wachenheim-Forst“, da er auch der Nachbargemeinde Forst an der Weinstraße diente. 1967 wurde er zum Haltepunkt, sein Empfangsgebäude zwischenzeitlich abgerissen.

### Bad Dürkheim

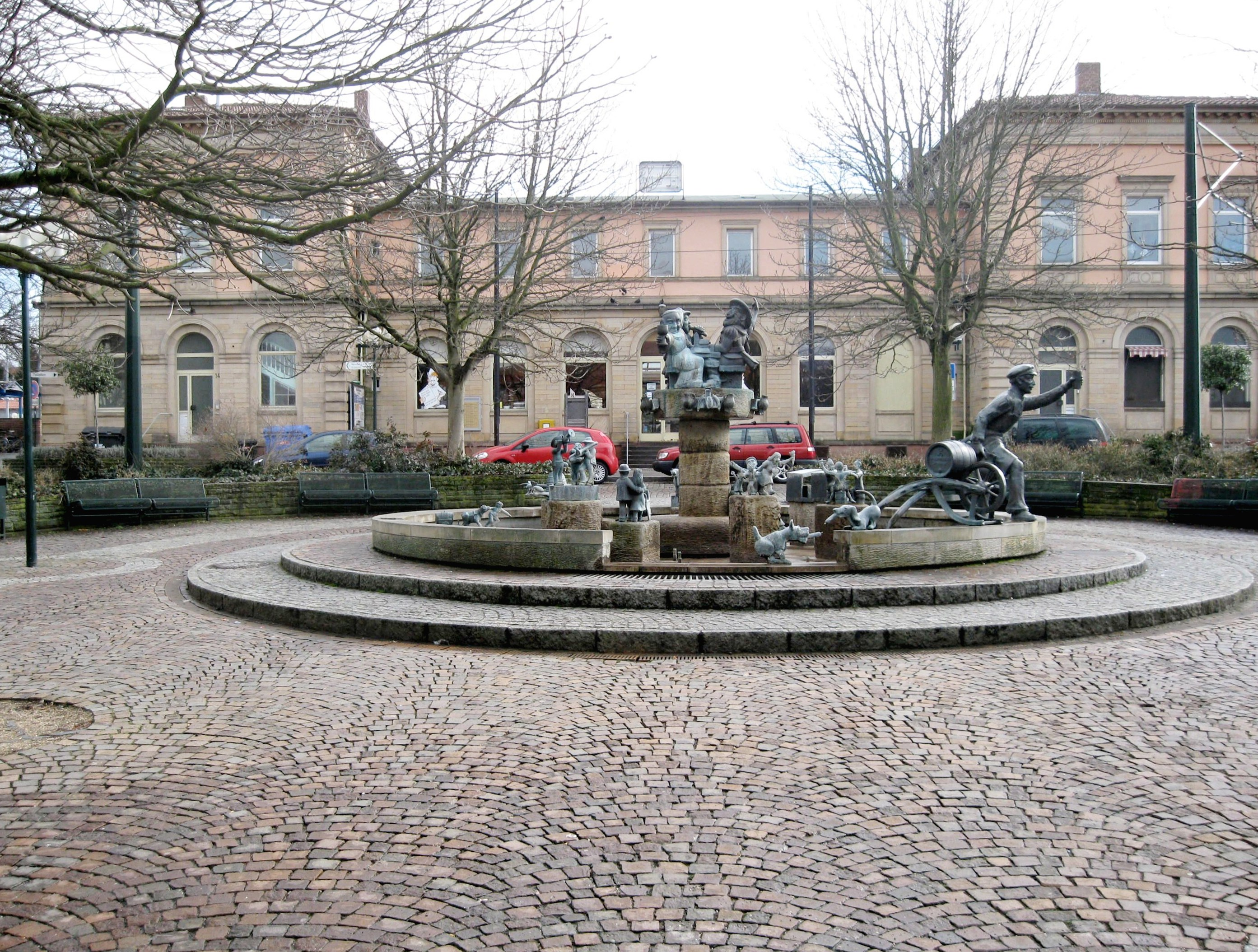
Empfangsgebäude des Bahnhof Bad Dürkheim

Der Bahnhof befindet sich in der Innenstadt von Bad Dürkheim. Von 1865 bis 1873 war er Endbahnhof, mit der durchgehenden Verlängerung wurde er zum Kopfbahnhof. Seit der Inbetriebnahme des neuen Ludwigshafener Hauptbahnhofs 1969 ist er der einzige dieser Art innerhalb der Pfalz. Ursprünglich hieß er Dürkheim; nachdem die Stadt das Prädikat Bad erhalten hatte, erhielt er seinen heutigen Namen. Seit 1913 ist er außerdem westlicher Endpunkt der schmalspurigen Rhein-Haardtbahn, deren Wendeschleife sich am Bahnhofsvorplatz befindet.
Vom Empfangsgebäude, das unter Denkmalschutz steht, liefert die Firma Faller ein H0-Modell für Modelleisenbahnen.

### Bad Dürkheim-Trift
Der Haltepunkt befindet sich am östlichen Rand des Bad Dürkheimer Stadtteils Trift und wurde bereits 1987 geplant. Seine Inbetriebnahme fand am 6. März 1989 statt. Er dient hauptsächlich dem nahen Schulzentrum, das aus dem Werner-Heisenberg-Gymnasium, der Carl-Orff-Realschule Plus und der Salierschule besteht.

### Erpolzheim
Der ehemalige Bahnhof und heutige Haltepunkt befindet sich am westlichen Ortsrand von Erpolzheim. Sein früheres Empfangsgebäude steht unter Denkmalschutz.

### Freinsheim

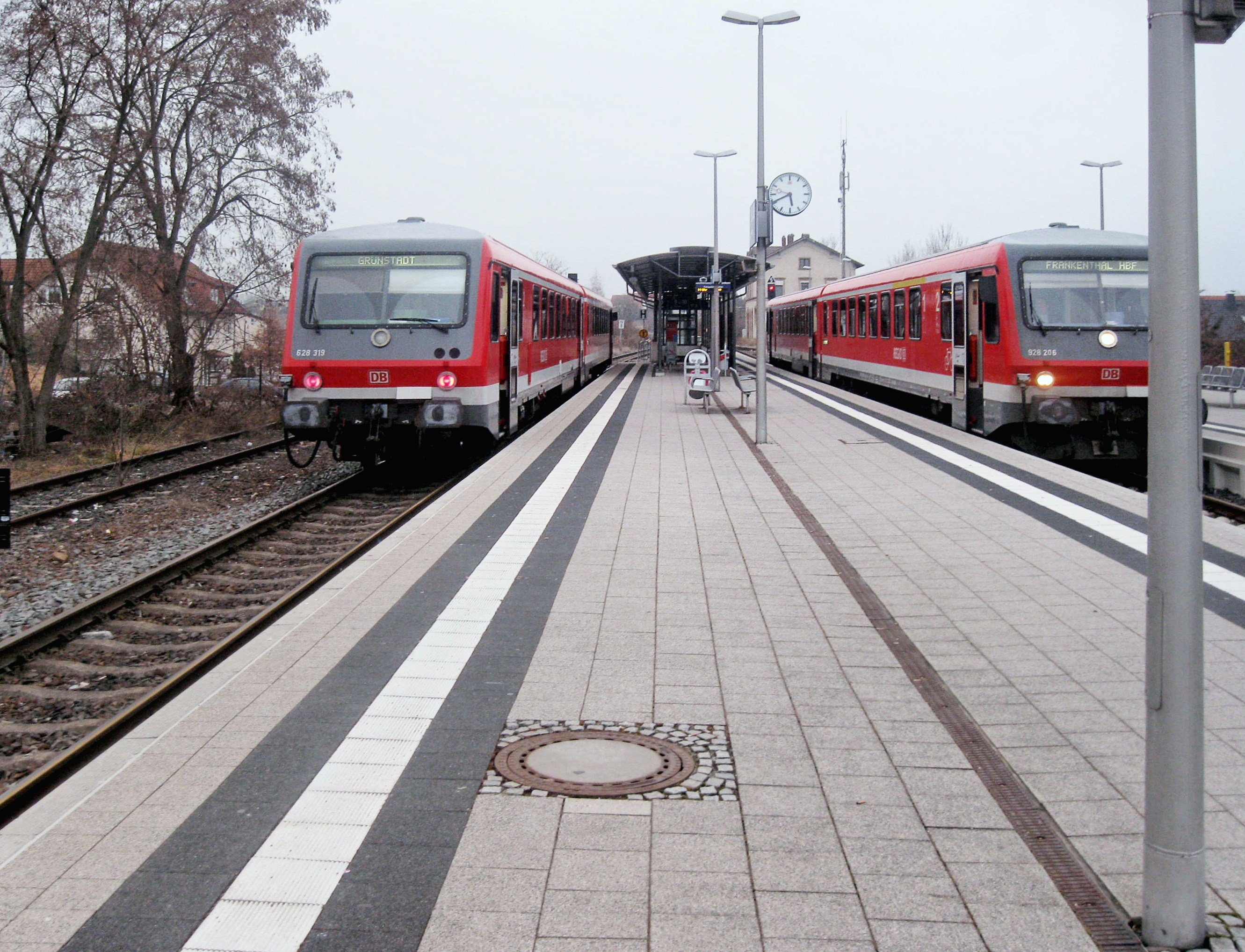
Zugkreuzung im Bahnhof Freinsheim 2012

Der Bahnhof befindet sich am südwestlichen Ortsrand der Stadt Freinsheim. Sein früheres Empfangsgebäude steht unter Denkmalschutz.

### Herxheim am Berg
Der Haltepunkt befindet sich rund einen Kilometer südöstlich der Ortsgemeinde Herxheim am Berg und wurde erst nach dem Zweiten Weltkrieg eingerichtet.

### Kirchheim (Weinstr)
Der Bahnhof befindet sich in der Ortsmitte von Kirchheim an der Weinstraße. Ursprünglich lautete die Bahnhofsbezeichnung Kirchheim a. d. Eck oder Kirchheim (Eck) und wurde 1963 umbenannt. Das frühere Empfangsgebäude steht unter Denkmalschutz. Von den 1980er Jahren bis April 2023 war Kirchheim lediglich ein Haltepunkt. Der Bau einer Kreuzungsmöglichkeit war notwendig für die Einführung eines Halbstundentaktes zwischen Frankenthal und Grünstadt.

### Grünstadt
Der Bahnhof befindet sich im Zentrum von Grünstadt. Sein früheres Empfangsgebäude steht unter Denkmalschutz. Bedingt durch die Eröffnung der Eistalbahn im Jahr 1876, der Durchbindung der Strecke Worms – Offstein 1900 und der Stichstrecke nach Altleiningen 1903 entwickelte er sich zu einem bedeutenden Eisenbahnknotenpunkt. Dementsprechend besaß er einst umfangreiche Gleisanlagen. Bedingt durch die Stilllegungen im Personenverkehr nach dem Zweiten Weltkrieg (Strecke nach Altleiningen 1967, Strecke nach Worms 1968, Eistalbahn 1976 und Nordbahnabschnitt nach Monsheim 1984) war er bis 1994 ausschließlich von Süden aus angebunden.

### Albsheim (Eis)
Der frühere Bahnhof und heutige Haltepunkt befindet sich am westlichen Ortsrand von Albsheim an der Eis. Sein früheres Empfangsgebäude steht unter Denkmalschutz.

### Bockenheim-Kindenheim

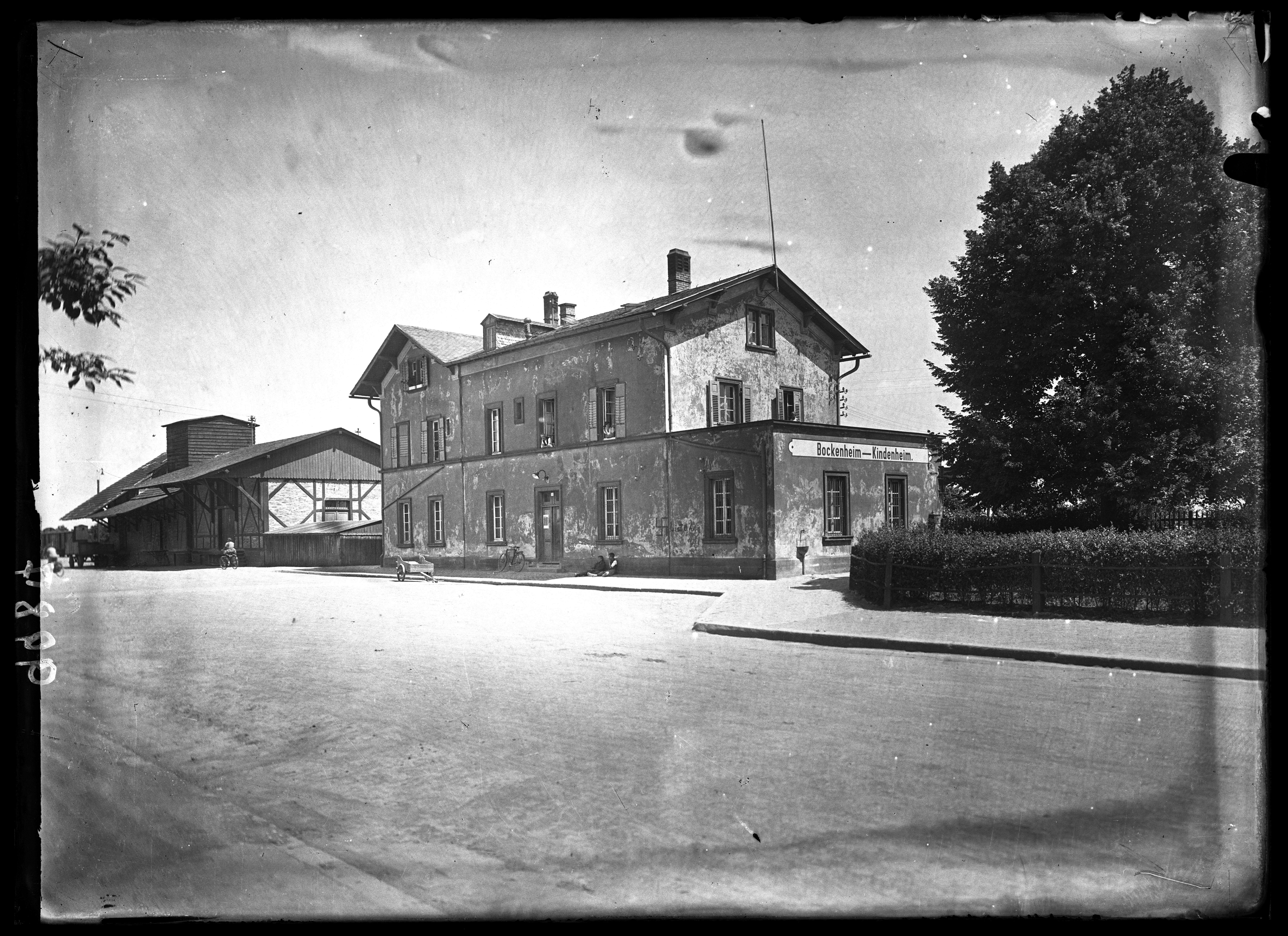
Historische Ansicht des Empfangsgebäudes von Bockenheim-Kindenheim

Der frühere Bahnhof und heutige Haltepunkt Bockenheim-Kindenheim befindet sich am nordöstlichen Rand von Bockenheim an der Weinstraße; Kindenheim liegt rund zwei Kilometer entfernt im Nordwesten. Am 29. November 1967 ging dort ein neues Fahrdienstleiter-Stellwerk in Betrieb.

### Hohensülzen
Der frühere Bahnhof liegt am nordwestlichen Siedlungsrand von Hohen-Sülzen. Wegen der Anwendung der preußischen Rechtschreibregeln von 1910 auf den Bahnen im damaligen Großherzogtum Hessen wird der Name des Bahnhofs im Gegensatz zu dem der Gemeinde ohne Bindestrich geschrieben. 1959 wurde er vom Bahnhof zum Haltepunkt herabgestuft.

### Monsheim

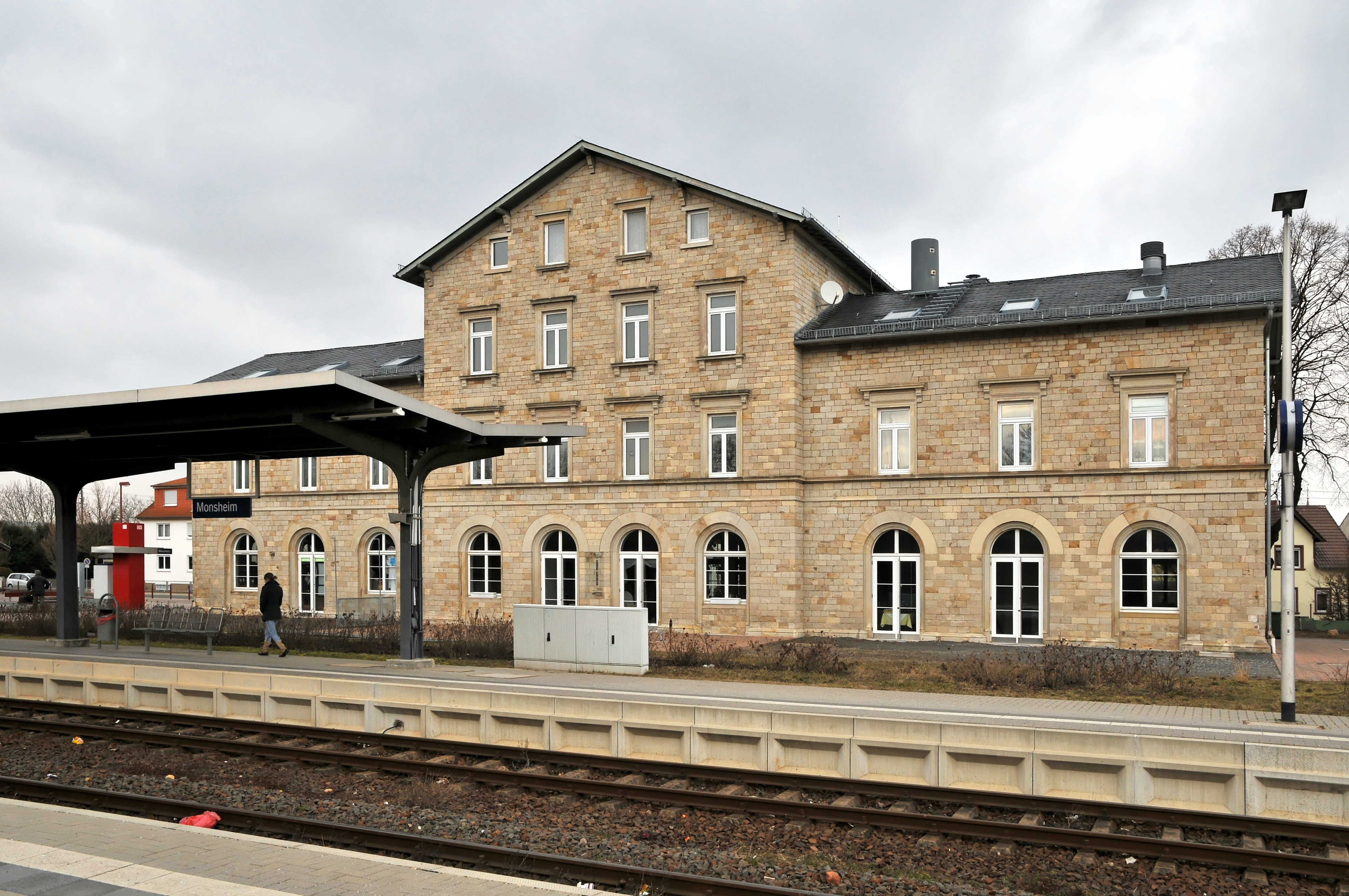
Bahnhof Monsheim

Der Bahnhof befindet sich in zentraler Lage von Monsheim. Er wurde 1864 als Endpunkt der aus Worms kommenden Bahnstrecke eröffnet. 1867 erfolgte die Verlängerung bis Alzey und 1871 bis Bingen. In den Jahren 1872 und 1873 folgte die Strecke bis Langmeil und 1873 die Durchbindung der bislang in Dürkheim endenden Nordbahn, die somit die letzte Bahnstrecke war, die an den Bahnhof angebunden wurde. Das frühere Empfangsgebäude steht unter Denkmalschutz. Für den Bahnbetrieb spielt es jedoch keine Rolle mehr. Während der zweiten Hälfte der 1990er Jahre wurde er im Zuge eines landesweiten Projekts als Umweltbahnhof umgebaut.